# Carteriospongia cordifolia
Carteriospongia cordifolia är en svampdjursart som beskrevs av Keller 1889. Carteriospongia cordifolia ingår i släktet Carteriospongia och familjen Thorectidae.
Artens utbredningsområde är havet utanför Eritrea. Inga underarter finns listade i Catalogue of Life.